# Antônio Charles Lucena de Oliveira Melo
Antônio Charles Lucena de Oliveira Mello, o Charles Lucena (Recife,23 de junho de 1967) é um médico e político brasileiro
Foi vereador do Recife de 2001 a 2005.
É filho da ex-deputada estadual Malba Lucena, ambos foram apontados pela Justiça como envolvidos em abuso de poder econômico nas eleições de 2006. Apesar de  impedido pelo Judiciário, ele conseguiu chegar à Câmara dos Deputados, ficando no pleito de 2006, na terceira suplência. Em abril de 2009, substituiu o deputado Fernando Nascimento e em setembro assumiu  de forma definitiva, quando o ex-deputado José Múcio Monteiro renunciou para assumir uma vaga no Tribunal de Contas da União.
Em março de 2016 foi preso preventivamente com outras quatro pessoas, em na Operação Remenda da Polícia Federal, com apoio da Controladoria-Geral da União por integrar uma quadrilha especializada em desviar recursos públicos dos Ministérios da Agricultura e Turismo, por intermédio de uma Organização Não-Governamental de fachada.  O ex-deputado era responsável pelas emendas parlamentares dos convênios, o esquema foi realizado entre os anos de 2010 e 2011, período em que Charles Lucena era deputado em Brasília. O prejuízo estimado dos desvios nos ministérios é de 4 milhões de reais. 
Os desvios era feitos pela ONG Instituto Brasileiro de Desenvolvimento Institucional, localizada em  um shopping no bairro do Parnamirim, na Zona Norte do Recife, e que sublocava outras ONGs para realizar os serviços, que quase nunca eram realizados. Um total de 11 convênios dos Ministérios da Agricultura e do Turismo foram afetados. No Ministério do Turismo foram repassados 3 milhões de reais para a realização de cinco vídeos de promoção do turismo em municípios de Pernambuco. Já no Ministério da Agricultura, os seis contratos eram para a criação de planos de negócios para arranjos produtivos locais de fruticultores em seis estados, no valor de 1,2 milhão de reais.
Libertado depois de passar cinco dias no Centro de Triagem e Observação Crimonológica Professor Everardo Luna (Cotel), em Abreu e Lima, na Grande Recife.

Concorreu a vereador no Recife em 2012, mas não foi eleito, na época declarou à Justiça Eleitoral que não tinha nenhum bem.
Foi filiado aos seguintes partidos: PDT (1995-1997), PSC (1997-1999),  PPB (1999-2001),  PSDB ( 2001-2002), PFL (2002-2003) e PTB (2003 a 2009).